# Berresa abyssa
Berresa abyssa är en fjärilsart som beskrevs av Pieter Cornelius Tobias Snellen 1880. Berresa abyssa ingår i släktet Berresa och familjen nattflyn. Inga underarter finns listade i Catalogue of Life.